# Hyvinkää Falcons 1981
Questa voce raccoglie le informazioni riguardanti gli Hyvinkää Falcons nelle competizioni ufficiali della stagione 1981.

## Vaahteraliiga 1981

### Stagione regolare
| 1981 1ª giornata | Savonlinna Steamers | 0 – 26 | Hyvinkää Falcons |  |

| 1981 2ª giornata | MAJS | 52 – 0 | Hyvinkää Falcons |  |

| 1981 3ª giornata | Hyvinkää Falcons | 0 – 6 | Viherlaakso Gorillas |  |

| Hyvinkää 9 agosto 1981 4ª giornata | Hyvinkää Falcons | 0 – 47 | Helsinki Roosters |  |

| Helsinki 15 agosto 1981 5ª giornata | East City Giants | 57 – 0 | Hyvinkää Falcons |  |

| Hyvinkää 22 agosto 1981 6ª giornata | Hyvinkää Falcons | 0 – 42 | Espoo Poli |  |

| Jyväskylä 30 agosto 1981 7ª giornata | Jyväskylä Rangers | 0 – 12 | Hyvinkää Falcons |  |

## Statistiche di squadra
| Competizione      | %Vittorie | In casa | In casa | In casa | In casa | In casa | In casa | In trasferta | In trasferta | In trasferta | In trasferta | In trasferta | In trasferta | Totale | Totale | Totale | Totale | Totale | Totale |
| Competizione      | %Vittorie | G       | V       | N       | P       | Pf      | Ps      | G            | V            | N            | P            | Pf           | Ps           | G      | V      | N      | P      | Pf     | Ps     |
| ----------------- | --------- | ------- | ------- | ------- | ------- | ------- | ------- | ------------ | ------------ | ------------ | ------------ | ------------ | ------------ | ------ | ------ | ------ | ------ | ------ | ------ |
| Stagione regolare | .286      | 3       | 0       | 0       | 3       | 0       | 95      | 4            | 2            | 0            | 2            | 38           | 109          | 7      | 2      | 0      | 5      | 38     | 204    |
| Totale            | .286      | 3       | 0       | 0       | 3       | 0       | 95      | 4            | 2            | 0            | 2            | 38           | 109          | 7      | 2      | 0      | 5      | 38     | 204    |